# Cyclosa japonica
Cyclosa japonica là một loài nhện trong họ Araneidae.
Loài này thuộc chi Cyclosa. Cyclosa japonica được Friedrich Wilhelm Bösenberg & Embrik Strand miêu tả năm 1906.